# Meragisa lucedia
Meragisa lucedia är en fjärilsart som beskrevs av William Schaus 1937. Meragisa lucedia ingår i släktet Meragisa och familjen tandspinnare. Inga underarter finns listade i Catalogue of Life.